# 杜德拉克
杜德拉克（法語：Doudrac，法語發音：[dudʁak]）是法国洛特-加龙省的一个市镇，属于洛特河畔新城区。

## 地理
杜德拉克（44°39'31"N, 0°40'54"E）面积8.61 平方千米，位于法国新阿基坦大区洛特-加龍省，该省份为法国西南部内陆省份，北起多爾多涅省，西接吉倫特省和朗德省，南至热尔省，东临塔恩-加龙省和洛特省。
与杜德拉克接壤的市镇（或旧市镇、城区）包括：圣拉德贡德、布尔内勒、卡瓦尔克、费朗萨克、马济耶尔-纳雷斯。

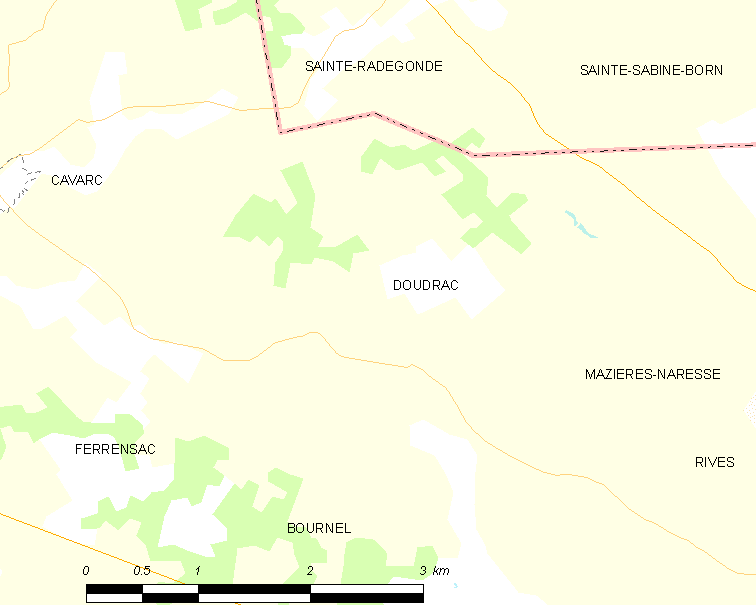
杜德拉克的OSM定位图

杜德拉克的时区为UTC+01:00、UTC+02:00（夏令时）。

## 行政
杜德拉克的邮政编码为47210，INSEE市镇编码为47083。

## 政治
杜德拉克所属的省级选区为上阿日奈-佩里戈尔县。

## 人口

1962-2008年间杜德拉克人口变化图示

杜德拉克于2022年1月1日时的人口数量为108人。